# Relations entre la France et le Luxembourg

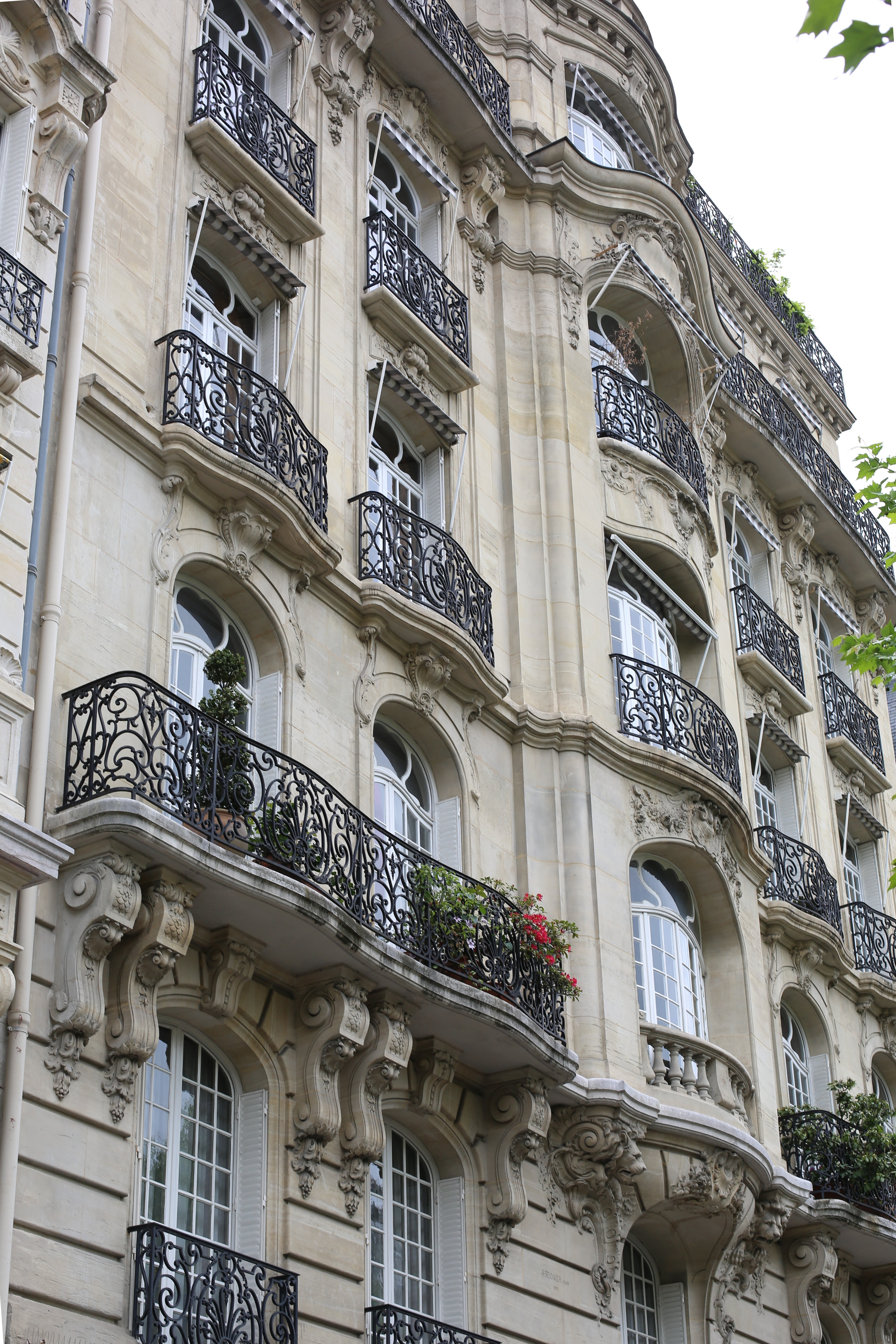
Ambassade du Luxembourg en France, à Paris.

Les relations entre la France et le Luxembourg sont des relations internationales s'exerçant au sein de l'Union européenne entre deux États membres frontaliers de l'Union, la République française et le grand-duché de Luxembourg. Elles sont structurées par deux ambassades, l'ambassade de France au Luxembourg et l'ambassade du Luxembourg en France.